# 托尼·摩根
托尼·摩根（英語：Tony Morgan，1931年8月24日—），英国前男子帆船运动员。他曾代表英国参加1964年夏季奥林匹克运动会帆船比赛，联同基思·马斯托获得一枚银牌。